# Station Sławno
Station Sławno is een spoorwegstation in de Poolse plaats Sławno.

## Foto's

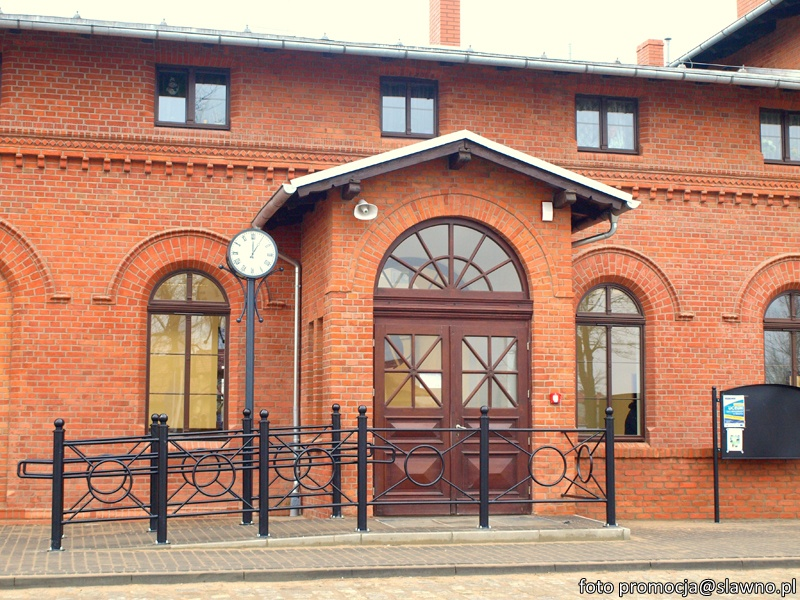
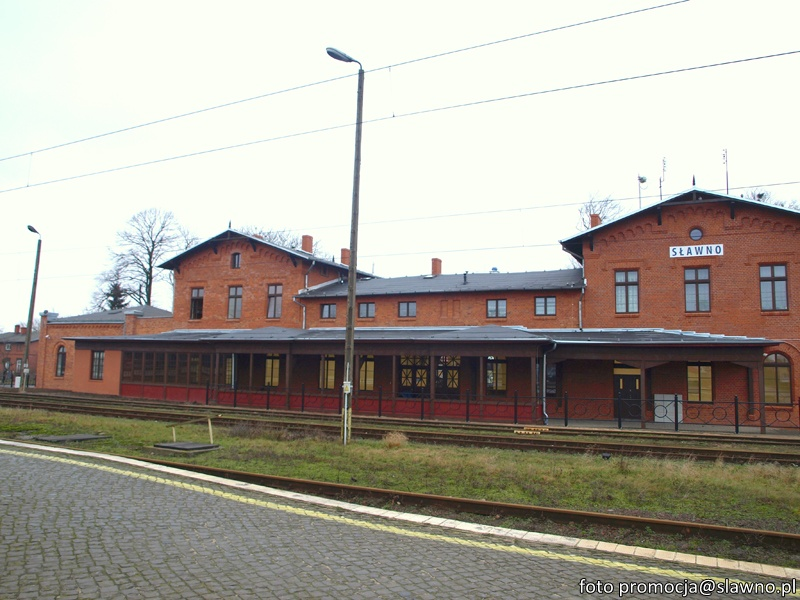
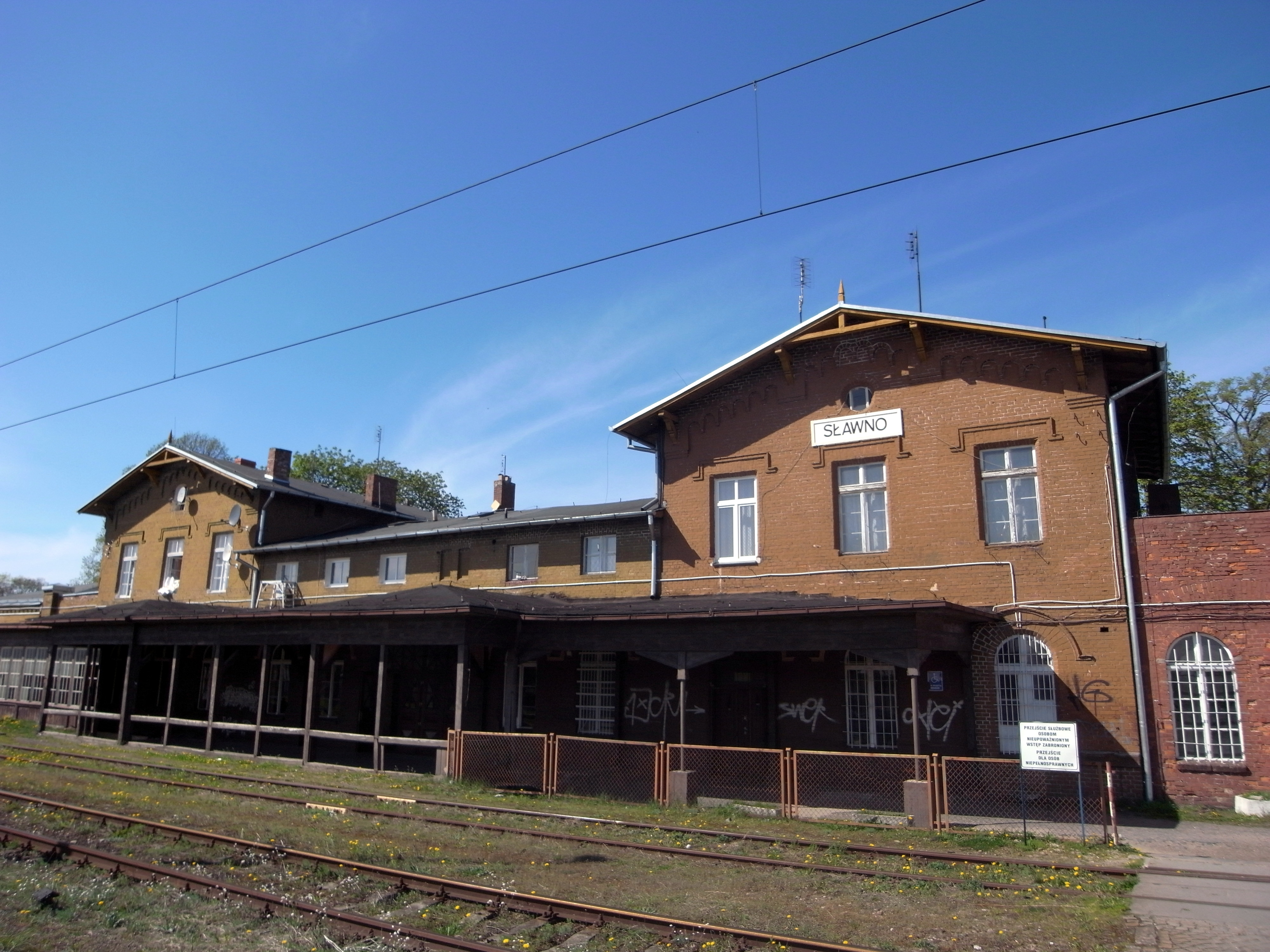
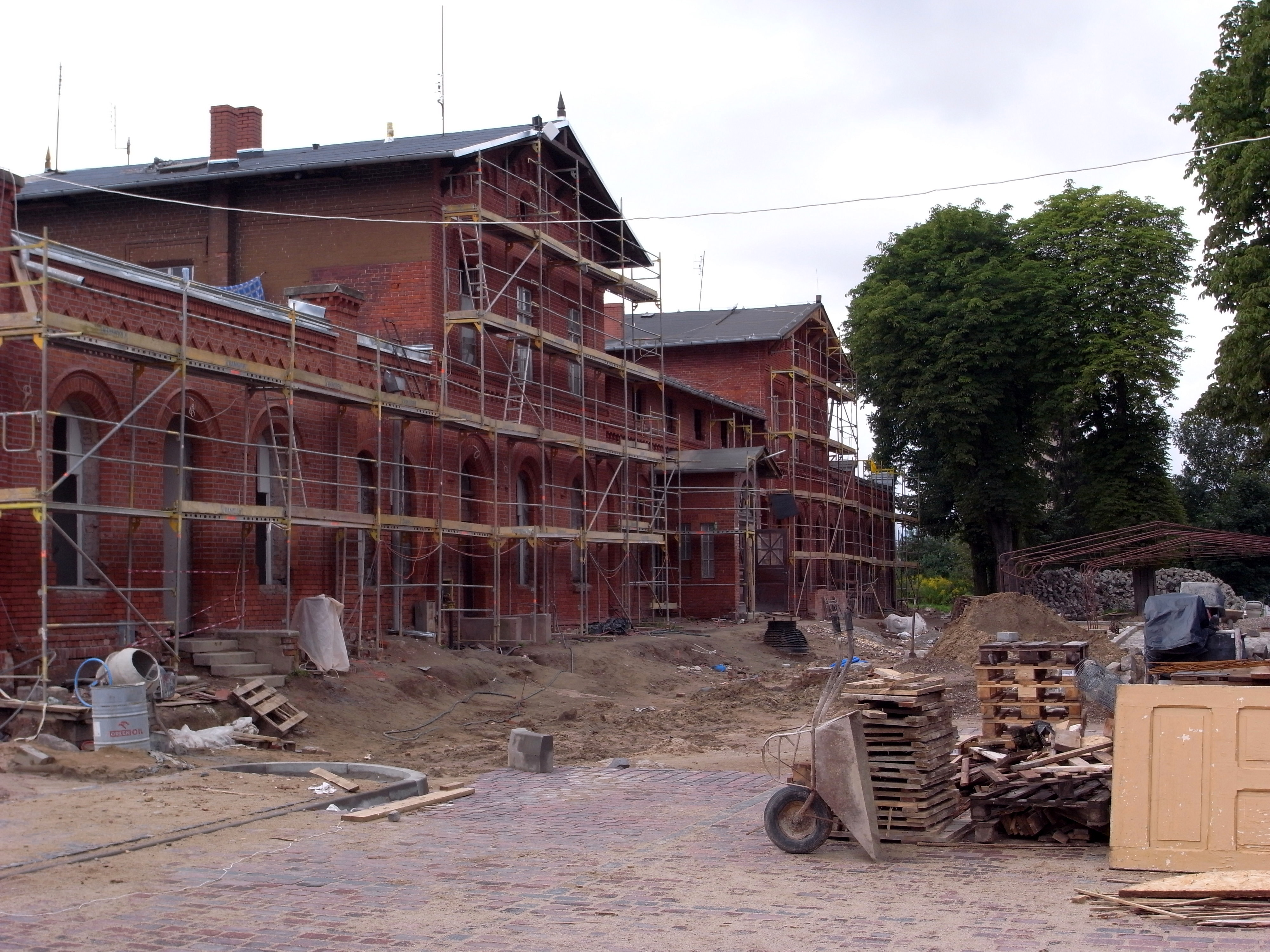